# هنرسدورف بای واین
هنرسدورف بای واین (به آلمانی: Hennersdorf bei Wien) یک منطقهٔ مسکونی در اتریش است که در ناحیه مودلینگ واقع شده‌است. هنرسدورف بای واین ۱٬۴۱۸ نفر جمعیت دارد.